# Reichsstraße 396
Die Reichsstraße 396 (R 396) war bis 1945 eine Reichsstraße des Deutschen Reichs, die vollständig in dem 1940 besetzten und anschließend unter Zivilverwaltung des Deutschen Reichs gestellten Oberelsass verlief. Die Straße begann in der Stadt Mülhausen, wo sie von der damaligen Reichsstraße 378 abzweigte, und verlief in südsüdöstlicher Richtung über Altkirch, wo die damals in das Oberelsass verlängerte Reichsstraße 34 gekreuzt wurde, nach Ferrette (Pfirt), wo sie auf die damalige Reichsstraße 317 traf.
Die Gesamtlänge der früheren Reichsstraße betrug rund 38 Kilometer.